# Atletica leggera ai Giochi della XXX Olimpiade - 200 metri piani femminili

Video ufficiale delle Semifinali

Video ufficiale della Finale

Ai Giochi della XXX Olimpiade, che si sono tenuti a Londra nel 2012, la competizione dei 200 metri piani femminili si è svolta il 6, 7 ed 8 agosto presso lo Stadio Olimpico di Londra.

## Presenze ed assenze delle campionesse in carica
Per i campionati europei si considera l'edizione del 2010.
| Competizione         | Atleta              | Prestazione | Londra 2012 |
| -------------------- | ------------------- | ----------- | ----------- |
| Olimpiadi 2008       | Veronica Campbell   | 21”74       | Presente    |
| Commonwealth 2010    | Cydonie Mothersille | 22”89       | Ritirata    |
| Europei 2010         | Myriam Soumaré      | 22”32       | Presente    |
| Asiatici 2010        | Chisato Fukushima   | 23”62       | Solo 100 m  |
| Panamericani 2011    | Ana Cláudia Lemos   | 22”76       | Presente    |
| Africani 2011        | Oludamola Osayomi   | 22”86       | Solo 100 m  |
| Mondiali 2011        | Veronica Campbell   | 22”22       | Presente    |
|                      |                     |             |             |
| Mondiali junior 2008 | Sheniqua Ferguson   | 23”24       | Solo 100 m  |

## La gara
Da questa edizione dei Giochi, la competizione si sviluppa su tre turni invece di quattro: dopo il primo turno si passa direttamente alle semifinali.
I tempi migliori dell'anno sono stati ottenuti dalle statunitensi e dalle giamaicane. Unica non americana nelle prime posizioni è Aleksandra Fëdorova (Rus), capace di correre in 22"19 ai campionati nazionali. Le migliori passano agevolmente il primo turno. La più veloce al primo turno (22”48) è la statunitense Sanya Richards.
Le semifinali si disputano con la nuova formula: tre serie con la qualificazione diretta per le prime due. Vengono ripescati i due migliori tempi. La più veloce è ancora una volta di Sanya Richards: 22”30, un centesimo meglio di Allyson Felix). Nella seconda semifinale Semoy Hackett si qualifica con il nuovo record nazionale di Trinidad e Tobago: 22”55. La russa Fëdorova sbaglia gara e viene eliminata (22"65).
La finale vede allineate tre statunitensi e due giamaicane. Sono presenti l'oro e l'argento di Pechino 2008: rispettivamente Veronica Campbell (Jam) e Allyson Felix (USA), per una finale che ha il sapore della rivincita. La statunitense esegue una curva perfetta e si presenta sola sul rettifilo finale. La Jeter, l'unica che cerca di tenere il suo passo (11”0 ai cento metri), distribuisce male le energie e giunge terza. Seconda è Shelly-Ann Fraser, la fresca campionessa dei 100 metri. La Campbell giunge solo quarta.

## L'eccellenza mondiale
| Migliore atleta in attività | 21"69 | Allyson Felix | Presente |
| Primatista stagionale       | 21"69 | Allyson Felix | Presente |

1. ↑  Stabilito nell'anno in corso.
2. ↑  Alla data del 20 luglio 2012.

| Pos.    | Atleta                  | Età | Paese             | Tempo | Note                          |
| ------- | ----------------------- | --- | ----------------- | ----- | ----------------------------- |
| Oro     | Allyson Felix           | 27  | Stati Uniti       | 21"88 |                               |
| Argento | Shelly-Ann Fraser-Pryce | 26  | Giamaica          | 22"09 | Miglior prestazione personale |
| Bronzo  | Carmelita Jeter         | 33  | Stati Uniti       | 22"14 |                               |
| 4       | Veronica Campbell-Brown | 30  | Giamaica          | 22"38 |                               |
| 5       | Sanya Richards-Ross     | 27  | Stati Uniti       | 22"39 |                               |
| 6       | Murielle Ahouré         | 25  | Costa d'Avorio    | 22"57 |                               |
| 7       | Myriam Soumaré          | 26  | Francia           | 22"63 |                               |
| 8       | Semoy Hackett           | 24  | Trinidad e Tobago | 22"87 |                               |